# Галвестон (Індіана)
Галвестон (англ. Galveston) — місто (англ. town) в США, в окрузі Кесс штату Індіана. Населення — 1288 осіб (2020).

## Географія
Галвестон розташований за координатами 40°34′38″ пн. ш. 86°11′29″ зх. д. / 40.57722° пн. ш. 86.19139° зх. д. (40.577298, -86.191321).  За даними Бюро перепису населення США в 2010 році місто мало площу 1,36 км², уся площа — суходіл.

## Демографія
Згідно з переписом 2010 року, у місті мешкало 1311 особа в 553 домогосподарствах у складі 368 родин. Густота населення становила 964 особи/км².  Було 633 помешкання (466/км²).
Расовий склад населення:
| - 96,9 % — білих - 0,5 % — чорних або афроамериканців - 0,5 % — азіатів - 0,3 % — корінних американців |

До двох чи більше рас належало 1,4 %. Частка іспаномовних становила 1,6 % від усіх жителів.
За віковим діапазоном населення розподілялося таким чином: 24,9 % — особи молодші 18 років, 61,2 % — особи у віці 18—64 років, 13,9 % — особи у віці 65 років та старші. Медіана віку мешканця становила 39,6 року. На 100 осіб жіночої статі у місті припадало 94,2 чоловіків;  на 100 жінок у віці від 18 років та старших — 86,0 чоловіків також старших 18 років.
Середній дохід на одне домашнє господарство  становив 50 985 доларів США (медіана — 47 593), а середній дохід на одну сім'ю — 59 027 доларів (медіана — 52 708). Медіана доходів становила 44 750 доларів для чоловіків та 26 333 долари для жінок. За межею бідності перебувало 12,7 % осіб, у тому числі 22,5 % дітей у віці до 18 років та 8,9 % осіб у віці 65 років та старших.
Цивільне працевлаштоване населення становило 512 особи. Основні галузі зайнятості: виробництво — 26,0 %, освіта, охорона здоров'я та соціальна допомога — 21,9 %, роздрібна торгівля — 14,1 %, мистецтво, розваги та відпочинок — 7,2 %.